# Medaillon (Behälter)
Unter einem Medaillon versteht man ein Schmuckstück, das als Anhänger an einer Kette oder an einer Brosche getragen wird, das aufklappbar ist und ein Miniaturbildnis, ein Foto oder anderes Andenken, z. B. eine Haarlocke, aufnehmen kann. Medaillons wurden und werden in vielfältigen Formen gestaltet, sie können rund, oval oder herzförmig usw. sein. Meist werden sie aus Edelmetallen gefertigt, oft sind sie mit Edelsteinen oder Halbedelsteinen bzw. Schmelzeinlagen und Perlen besetzt oder emailliert.

## Geschichte

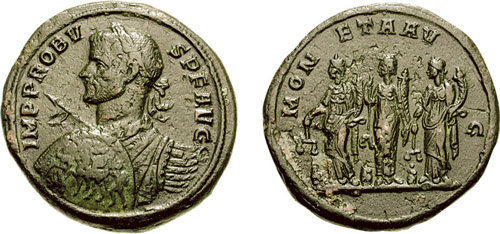
Kontorniat des Probus, AD 276–282

Das Medaillon als Schmuckgattung entwickelte sich aus der bildlichen Münze, die an einer Kette getragen wurde. Bereits in der Antike wurden Münzen und Medaillen mit hohem künstlerischem Anspruch geprägt. Eine frühe Medaille wurde z. B. unter Antoninus Pius (138–161 n. Chr.) zur 900-jährigen Gründungsfeier Roms hergestellt. Reine Bildnismünzen findet man seit der römischen Kaiserzeit, die sog. Kontorniaten (ital. contorno „Rand“). Dabei handelt es sich um eine Art von Medaille, meist in Sesterzengröße, und mit einem Rand versehen. Es gibt sie seit dem 3. Jahrhundert n. Chr. Dargestellt werden Profile von Kaisern, Dichtern und Philosophen sowie Allegorien von Göttern und Heroen.

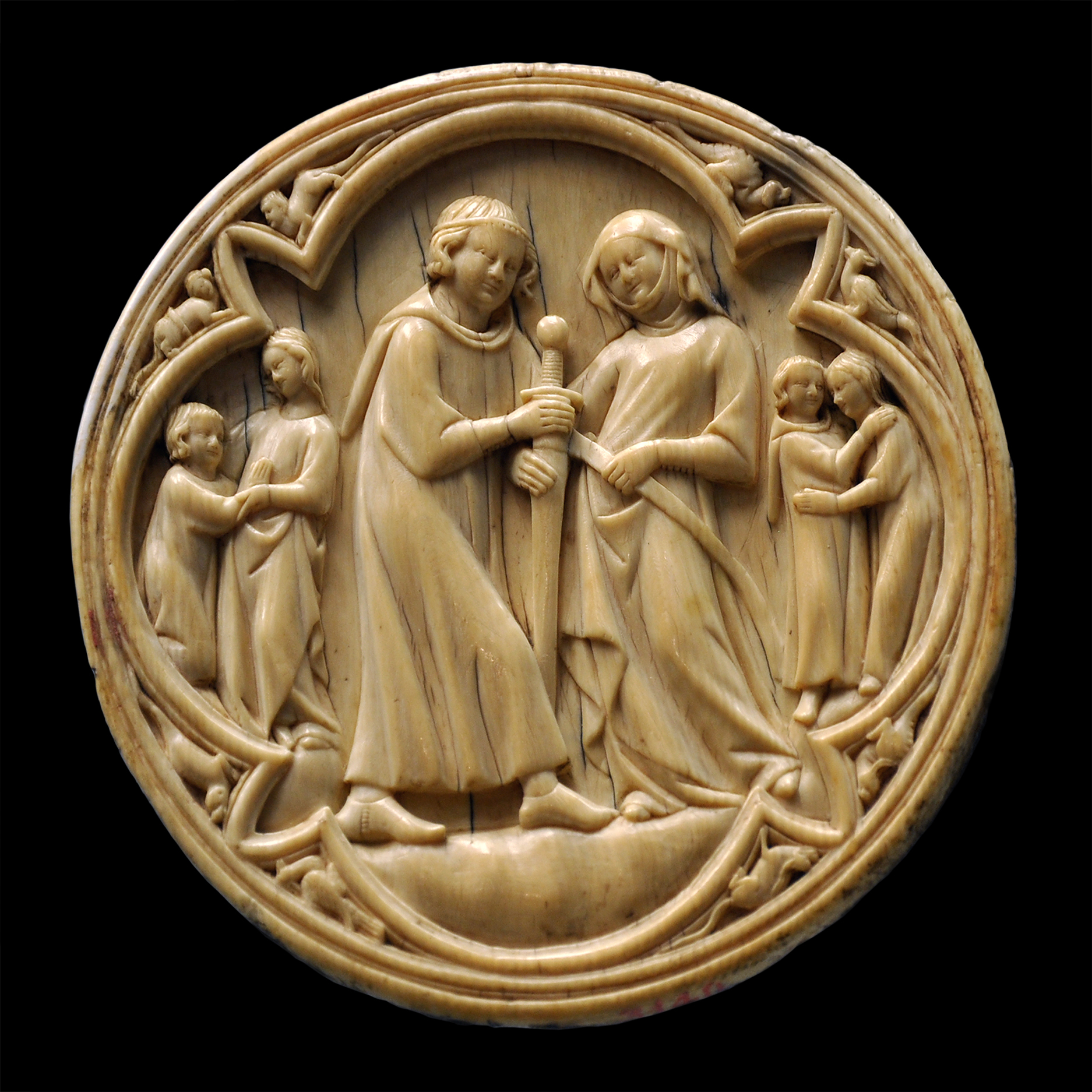
Spiegeldose aus Elfenbein, 12. Jh.

Im Mittelalter hatte das Medaillon zunächst eine rein religiöse Bedeutung. Im 13. Jahrhundert wurden sie als sog. Phylakterien, zum Anhängen bestimmte Reliquienbehältnisse, viel getragen. Zu dieser Zeit standen sowohl der Reliquienkult als auch die Goldschmiedekunst in hoher Blüte. Verziert waren diese Phylakterien dementsprechend mit allen damals verfügbaren Techniken, es gab sie in mannigfaltigen Formen und Größen.
Medaillons mit religiösen Miniaturmalereien sind ab dem 15. und 16. Jahrhundert nachweisbar. Die vordere Schauseite konnte auch plastisch ausgebildet sein, die Rückseite wurde häufig graviert. Sie dienten als Privatdevotionalien. Die früheste weltliche Form nahm das Medaillon im 15. Jahrhundert an, wo es als Spiegeldose für den in der Tasche oder am Gürtel getragenen Handspiegel verwendet wurde. Es bestand aus einer flachen Kapsel, deren Vorderseite allerlei bildlichen Schmuck zeigte, während die Rückseite eine flache Vertiefung für die Aufnahme des Spiegels hatte, der zu dieser Zeit aus poliertem Metall oder aus einem mit Folie hinterlegten Glas bestand. Die am Gürtel getragenen Spiegelmedaillons wiesen einen Haken oder eine Öse zum Einhängen einer Kette auf. Sie bestanden meist aus Buchs oder Elfenbein, seltener aus Gold oder Silber. Hauptthema ihres Bildschmuckes war die Verherrlichung des Minnedienstes. Auch Burgen, landschaftliche Motive und Bäume kamen häufig vor, des Weiteren biblische Darstellungen mit verweltlichtem Charakter.
Im 17. und 18. Jahrhundert ging die Bedeutung des Medaillons zeitweilig zurück, im 19. Jahrhundert nahm sie wieder zu: In der Biedermeierzeit fanden kleine, flache Dosen in verschiedenen Formen mit verspielten Details großen Anklang. Diese Medaillons wurden an kurzen oder langen Ketten getragen, wobei im Inneren der Dose Bilder oder andere Kultsachen ihren Platz fanden. Die religiöse Bedeutung trat dabei hinter die private zurück. Biedermeierliche Medaillons wurden nicht nur aus Edelmetallen, sondern auch aus Elfenbein, Buchsbaumholz u. a. Materialien gefertigt.
Aufgrund der Industrialisierung und der damit verbundenen Entstehung von Schmuckfabriken wurde das Medaillon ab dem Ende des 19. Jahrhunderts breiten Bevölkerungsschichten zugänglich. In den wichtigsten deutschen Schmuckzentren Pforzheim, Idar-Oberstein und Schwäbisch Gmünd konnten Medaillons in größeren Auflagen preiswert und schnell hergestellt werden. Während der Jugendstilzeit fertigten z. B. die Pforzheimer Schmuckmanufakturen Rodi & Wienenberger und Victor Mayer um 1905 zeitgemäße Medaillons in neuen Formen.
Im 20. Jahrhundert erlangte das Medaillon zunächst aufgrund der beiden Weltkriege besondere Bedeutung, um Fotografien und Haarlocken vermisster Angehöriger am Herzen tragen zu können. In den Nachkriegszeiten spielten Medaillons auch als Trauerschmuck eine wichtige Rolle, schlicht in rund oder oval und schwarz emailliert. In dieser Form waren Medaillons bis in die 1950er Jahre hinein verbreitet.
In den 1970er- und 1980er-Jahren hatten Medaillons ein modisches Comeback.